# Península de Dihistan Sūr
La península de Dihistan Sūr és un accident geogràfic esmentat a la Hudud al-alam, on diu que tenia una petita població de pescadors i de casadors d'ocells.
W. Barthold la identifica amb el modern cap d'Hasan Kuli, al nord de la desembocadura del riu Atrek. Però per les dades que dona al-Istakhri sembla més probable que correspongui a la regió de la badia de Kizil Suw, en rus Krasnovodsk.

## Nota
1. ↑  Barthold, Turkestan